# Rue du Commandant-Lamy
La rue du Commandant-Lamy est une voie du 11e arrondissement de Paris, en France.

## Situation et accès
La rue du Commandant-Lamy est une voie publique située dans le 11e arrondissement de Paris. Elle débute au 45-49, rue de la Roquette et se termine au 30 bis, rue Sedaine.

## Origine du nom
Elle porte le nom du commandant François Lamy (1858-1900), tué lors de la bataille de Kousséri au Cameroun.

## Historique
Cette rue, ouverte par la Ville de Paris par décret du 5 juillet 1899, prend sa dénomination par arrêté du 7 décembre 1900.